# Zapalenie woreczka łzowego
Zapalenie woreczka łzowego (łac. dacryocystitis) – powstaje wskutek zwężenia lub niedrożności przewodu nosowo-łzowego i objawia się rozdęciem kanału nosowo-łzowego z jednoczesnym zaleganiem w nim treści śluzowo-ropnej. W drobnych urazach rogówki łatwo dochodzi wówczas do owrzodzenia rogówki, ponieważ niedrożność kanału nosowo-łzowego powoduje zaleganie bakterii w worku spojówkowym. 

## Objawy
- Obrzęk i bolesność w okolicy przyśrodkowej dolnej powieki
- powiększenie węzłów chłonnych przyuszniczych
- przekrwienie spojówek[1]

## Leczenie
W ostrym okresie jest zachowawcze, w razie zarośnięcia przewodu nosowo-łzowego, operacyjne.  
Zapalenie woreczka łzowego zdarza się często u noworodków i wywołane jest niedrożnością ujścia kanału łzowego (wada rozwojowa) oraz następowym zakażeniem drobnoustrojami, pochodzącymi z worka spojówkowego.
Leczenie u noworodków polega na przemywaniu worka spojówkowego roztworem kwasu bornego, stosowaniu kropli penicylinowych lub sulfatiazolowych i sondowaniu kanału nosowo-łzowego.

## Klasyfikacja ICD10
| kod ICD10     | nazwa choroby                               |
| ------------- | ------------------------------------------- |
| ICD-10: H04   | Zapalenie woreczka łzowego                  |
| ICD-10: H04.3 | Zapalenie dróg łzowych ostre i nieokreślone |
| ICD-10: H04.4 | Zapalenie dróg łzowych przewlekłe           |